# Aeroportul Gatineau-Ottawa Executive
Aeroportul Gatineau-Ottawa Executive (IATA: YND, ICAO: CYND) este un aeroport din Gatineau⁠(d), Outaouais⁠(d), Provincia Québec, Canada ce deservește zona Gatineau⁠(d). A fost numit după Ottawa.
Situat la o altitudine de 52 m, aeroportul dispune de 1 pistă.

## Infrastructură

### Piste
Aeroportul dispune de o singură pistă. Pista are orientarea 09/27. 